# The Verve
The Verve là một ban nhạc rock người Anh thành lập vào năm 1990 tại Wigan bởi giọng ca chính Richard Ashcroft, nhạc công chơi guitar Nick McCabe, nhạc công chơi bass Simon Jones và tay trống Peter Salisbury. Nhạc công chơi guitar và keyboard Simon Tong sau đó cũng trở thành thành viên của nhóm.
Khởi đầu với âm thanh psychedelic trong LP đầu tay của nhóm là A Storm in Heaven, đến giữa thập niên 1990 ban nhạc đã phát hành được một số EP và ba album. Nhóm cũng nhiều lần trải qua nhiều lần thay đổi về tên gọi và đội hình, những lần tan rã, vấn đề sức khỏe, lạm dụng ma túy và nhiều vụ kiện khác nhau. Thành công đột phá của The Verve đến vào năm 1997 với album Urban Hymns, một trong những album bán chạy nhất trong lịch sử xếp hạng Anh Quốc. Album gồm những bản hit như "Bitter Sweet Symphony", "The Drugs Don't Work" và "Lucky Man". Năm 1998, ban nhạc giành hai giải Brit, trong đó có hạng mục "Nhóm nhạc Anh quốc xuất sắc nhất", đồng thời xuất hiện trên trang bìa của tạp chí Rolling Stone số tháng ba. Vào tháng 2 năm 1999, "Bitter Sweet Symphony" nhận hai đề cử giải Grammy cho Bài hát rock hay nhất và Trình diễn song ca/nhóm nhạc giọng rock xuất sắc nhất.

## Thành viên

### Chính thức
- Richard Ashcroft – hát chính và đệm, rhythm guitar, keyboards, nhạc cụ (1990–1995, 1996–1999, 2007–2009)
- Nick McCabe – guitar chính, piano, keyboards, phong cầm (1990–1995, 1997–1998, 2007–2009)
- Simon Jones – bass, keyboards, hát đệm một vài lần (1990–1995, 1996–1999, 2007–2009)
- Peter Salisbury – trống, nhạc cụ (1990–1995, 1996–1999, 2007–2009)
- Simon Tong – rhythm và guitar chính, keyboards (1996–1999)

### Live hoặc session
- Bernard Butler – guitar chính (1996) (thành viên session, cân nhắc trở thành viên toàn phần trước khi McCabe trở lại ban nhạc để thu âm Urban Hymns.
- B. J. Cole – pedal steel guitar (1998) (thành viên live trong vài tháng cuối của năm 1998 sau khi McCaber rời nhóm lần 2.

## Đĩa nhạc
- A Storm in Heaven (1993)
- A Northern Soul (1995)
- Urban Hymns (1997)
- Forth (2008)

## Giải thưởng và đề cử

### Giải Grammy
| Năm  | Tác phẩm đề cử          | Hạng mục                                              | Kết quả |
| ---- | ----------------------- | ----------------------------------------------------- | ------- |
| 1999 | "Bitter Sweet Symphony" | Trình diễn song ca/nhóm nhạc giọng rock xuất sắc nhất | Đề cử   |
| 1999 | "Bitter Sweet Symphony" | Bài hát rock hay nhất                                 | Đề cử   |

### Giải Mercury
| Năm  | Tác phẩm đề cử | Hạng mục      | Kết quả           |
| ---- | -------------- | ------------- | ----------------- |
| 1998 | Urban Hymns    | Album của năm | Lọt vào danh sách |

### Giải Brit
| Năm  | Tác phẩm đề cử          | Hạng mục                            | Kết quả   |
| ---- | ----------------------- | ----------------------------------- | --------- |
| 1998 | Urban Hymns             | Album Anh quốc xuất sắc nhất        | Đoạt giải |
| 1998 | "Bitter Sweet Symphony" | Đĩa đơn Anh quốc xuất sắc nhất      | Đề cử     |
| 1998 | "Bitter Sweet Symphony" | Video Anh quốc xuất sắc nhất        | Đề cử     |
| 1998 | Chính nhóm              | Nhóm nhạc Anh quốc xuất sắc nhất    | Đoạt giải |
| 1998 | Chính nhóm              | Nhà sản xuất Anh quốc xuất sắc nhất | Đoạt giải |
| 2009 | Chính nhóm              | British Live Act                    | Đề cử     |